# Dirk Lehmann
Dirk Lehmann (nacido el 16 de agosto de 1971) es un exfutbolista alemán que se desempeñaba como delantero.
Jugó para clubes como el FC Colonia, Lierse SK, Energie Cottbus, Fulham, Hibernian, Motherwell y Yokohama FC.

## Trayectoria

### Clubes
| Club                   | País       | Año         |
| ---------------------- | ---------- | ----------- |
| FC Colonia             | Alemania   | 1992 - 1994 |
| Lierse SK              | Bélgica    | 1994 - 1996 |
| RWDM                   | Bélgica    | 1996 - 1997 |
| Energie Cottbus        | Alemania   | 1997 - 1998 |
| Fulham                 | Inglaterra | 1998 - 1999 |
| Hibernian              | Escocia    | 1999 - 2001 |
| Brighton & Hove Albion | Inglaterra | 2001 - 2002 |
| Motherwell             | Escocia    | 2002 - 2003 |
| Yokohama FC            | Japón      | 2003        |
| SSV Jahn Ratisbona     | Alemania   | 2004        |